# АМ-23
Афанасьєв Макаров АМ-23 (індекс ГРАУ — 9А036, індекс КБ — ТКБ-495) — радянська авіаційна гармата калібру 23-мм.

## Історія створення
Прототипом гармати АМ-23 був 12,7-мм кулемет Н. М. Афанасьєва, прийнятий на озброєння вертольотів у вересні 1953 року. Ще до прийняття на озброєння цього кулемета в КБП були розпочаті роботи зі створення авіаційної гармати з автоматикою типу А-12,7 під потужний 23-мм патрон гармати ВЯ конструкції Н. М. Афанасьєва і Н. Ф. Макарова. Після наземних і льотних випробувань гармат в 1951 р був обраний варіант гармати під патрон НС-23 як більш відповідний за своїми габаритами і вагою для розміщення на рухомих установках літака. Гармата КБП під патрон НС-23, що отримала заводський індекс ТКБ-495, успішно витримала конкурсні випробування з 23-мм гарматами 220П (ОКБ-16) і Ш-23 (ОКБ-15), і в травні 1954 року була прийнята на озброєння під назвою AM-23 (9А036).

## Конструкція
Робота автоматики AM-23 заснована на принципі відводу газів. У стволі було два отвори: діаметром 6,5 мм для відводу газів в циліндр газової камери і 4 мм для відводу газів до газового буферу. Гармата в установці кріпилася спереду за цапфи пружинного амортизатора і ззаду за напрямні коробки. Переднє кріплення силове, заднє — напрямне. Затвор клиновий. Клин переміщався в нахиленому (під кутом 5 ° до вертикалі) гнізді коробки. Перед початком стрільби рухливі частини знаходилися в крайньому передньому положенні.
Для пом'якшення удару і акумулювання енергії рухомих частин в їх крайньому задньому положенні застосовувався газовий буфер, який мав значні переваги в порівнянні з пружинним (малі габарити і вагу, високу живучість, великий коефіцієнт відновлення). Гармата мала агрегат пневмозарядки, що забезпечував рух рухомих частин як назад, так і вперед під дією повітря. Для зменшення зусилля віддачі гармата мала амортизатори пружинного типу. Живлення гармати — стрічкове, зліва чи справа.
Габарити гармати АМ-23: довжина 1467 мм, ширина 166 мм, висота 175 мм (при довжині ствола 1000 мм). Вага гармати (без відкатників) 43 кг. Темп стрільби 1200 постр. / хв. Гарантована живучість стволів — 6000 пострілів.
Гармата АМ-23 виявилася останньою серійною «класичною» авіаційної гарматою.

## Боєприпаси
Для гармати було розроблено кілька типів снарядів:
- БЗ бронебійно запальний
- БЗТ бронебійно-запалювальний з трасером
- ОФЗ осколково-фугасно-запалювальний
- ОФЗТ осколково-фугасно-запалювальний з трасером
- ПИКС проти-інфрачервоний (ІЧ-поміховий)
- ПРЛ протирадіолокаційних (РЛС-поміховий)
Надалі ці патрони отримали найменування «патрони тип АМ-23» і продовжували також використовуватися до гармат ГШ-23.

## Виробництво
Виробництво гармати АМ-23 здійснював завод № 535. У 1953 р було зібрано 56 гармат, в 1954 р — 1031, в 1955 р — 3946, в 1956 р — 2786, в 1957 р — 3345.

## Експлуатація
Гармата AM-23 була встановлена на Ту-16, Ан-8, Ан-12Б, Ил-54, Бе-8, Бе-10, декількох серіях Ту-95, Ту-142, Ил-76, М-4, 3М. Крім того, АМ-23 встановлювалася на прикордонних катерах проекту 125.

## Модифікації
- АМ-23 (ТКБ-495, 9А036) — базовий варіант
- АМ-23Л1 — модифікація з дульною насадкою Л1. Довжина ствола збільшена до 1450 мм
- АМ-23Л3 — модифікація з дульною насадкою Л3
- Norinco Type 23-2